# Јанко Левнаић
Јанко Левнаић (Александрово, 21. октобар 1959) српски је писац.

## Биографија
Основну школу и гимназију завршио је у Ваљеву, где живи од 1966. године. Дипломирао је на Електротехничком факултету Београдског универзитета, на одсеку за енергетику.
Добитник је награде за културу града Ваљева за 2008. годину. Заступљен је у антологији модерне српске прозе „У књигама све пише" Милутина Данојлића.

## Дела
- Приче са Бистре, 1986 - збирка прича
- Какма, 1994 - постмодернистички роман
- Радионица за израду наочара, 1995 - постмодернистички роман
- Огњено огледало, 1998 - избор приповедака
- Трава од девет мракова, 2008 - лексикон српских вила и вилењака
- Име игре: катран и скоруп, 2011 - есеј о поезији Марије Шкорнички